# ALDI 1-es busz (Miskolc)
A miskolci ALDI 1-es ingyenes buszjárat Felső-Majláth és az Aldi Kiss Ernő utcai áruház kapcsolatát látta el.
Mivel ingyenes járat, menetjegy vagy bérlet nem kellett rá, azonban az áruház irányába csak felszállni, Felső-Majláth irányába pedig csak leszállni lehet a járművekről, mivel ezen járatok célja az volt, hogy az áruházba biztosítsa az ingyenes eljutást.

## Története
2011. szeptember 1. – december 31. között közlekedett.
A két állomás közti távot 18 perc alatt tette meg.

## Megállóhelyei
| ALDI 1 (Felső-Majláth – ALDI Kiss E. u.) |                      |      |                                                            |
| Perc                                     | Megállóhely          | Perc | Átszállási lehetőségek                                     |
| 0                                        | Felső-Majláth        | 18   | 1 , 1B, 5, 15, 53, 54, 101B                                |
| 1                                        | Alsó-Majláth         | 17   | 1 , 1B, 53, 54, 101B                                       |
| 2                                        | Diósgyőr városrész   | 15   | 1 , 1B, 53, 54, 101B                                       |
| 3                                        | Táncsics tér         | 14   | 1 , 1B, 53, 54, 101B                                       |
| 4                                        | Diósgyőri Gimnázium  | 10   | 1, 1A 1, 1B, 53, 54, 101B                                  |
| 5                                        | Bulgárföld városrész | 9    | 1, 1A 1, 6, 1B, 53, 54, 101B                               |
| 6                                        | Újgyőri piac         | 6    | 1, 1A, 2 1, 1B, 6, 53, 54, 101B                            |
| 7                                        | Újgyőri főtér        | 4    | 1, 1A, 2 1, 1B, 6, 9, 16, 19, 21, 29, 53, 54, 67, 68, 101B |
| 8                                        | Kiss Ernő utca       | 2    | 21, 101B                                                   |
| 9                                        | ALDI                 | 0    | 21, 101B                                                   |